# KSHMR
나일스 홀로웰다 (1988년 10월 6일 ~)는 KSHMR이라는 예명으로 불리는 미국의 인도계 미국인 DJ이다. 그는 미국에서 이민을 간 인도계 이민자 가족들이었으며, 그는 자신을 미국인이라고 생각하지 않고 인도인이라고 하여 자신의 고향을 인도라고 주장하였다. 그는 싱어바인과 함께 더 캐터락스의 멤버로 활동하였으며, 4인조 그룹 파 이스트 무브먼트와 함께 Like A G6를 발표하였다. 그러나 데이비드 싱어바인이 탈퇴하면서 더 캐터락스가 해체 위기에 몰려 그는 인도를 위한 곡을 만들기 위해 예명을 지금의 이름으로 바꿨다. 2012년에 스피닝 레코드에 가입하여 데뷔하였고, 2017년에 산하 레이블 달마 월드와이드를 창립하였고, DJ 매거진에서 12위로 등극하였다. 예명인 KSHMR는 인도의 카슈미르에서 따왔다.

## 음반 목록

### 싱글
- Megalodon (2014년)
- No Heroes (2014년)
- Burn (2014년)
- Karate (2014년)
- Dead Mans Hand (2015년)
- Secrets (2015년)
- Jammu (2015년)
- Memories (2015년)
- Strong (2015년)
- Bazaar (2015년)
- Touch (2016년)
- Wildcard (2016년)
- Dharma (2016년)
- Invisible Children (2016년)
- Voices (2016년)
- Extreme (2016년)
- The Spook Returns (2016년)
- Mandala (2016년)
- Back to Me (2017년)
- Harder (2017년)
- Festival of Lights (2017년)
- Kolkata (2017년)
- The Serpent (2017년)
- Divination (2017년)
- Power (2017년)
- Underwater (2017년)
- Islands (2017년)
- Shiva (2017년)
- House Of Cards (2018년)
- Carry Me Home (2018년)
- Opa (2018년)
- Neverland (2018년)
- Good Vibes Soldier (2018년)